# Acropyga undecema
Acropyga undecema är en myrart som först beskrevs av Horace Donisthorpe 1949.  Acropyga undecema ingår i släktet Acropyga och familjen myror. Inga underarter finns listade i Catalogue of Life.